# Liliolo de Pamplona
No se debe confundir con su contemporáneo Liliolo, obispo de Acci.
Liliolo fue obispo católico de Pamplona a finales del siglo VI.
Consta su participación en el III Concilio de Toledo celebrado el año 589 en el que se decretó el catolicismo como religión única en todo el reino visigodo, donde firmó entre los últimos asistentes, por lo que se le supone consagrado poco antes de esta fecha. 
Es posible que fuera el primer obispo de la diócesis, que podría haber sido instituida por el rey Recaredo c. 587, después de que su padre Leovigildo ocupase el distrito de Pamplona en el 581. 
También se halló presente en el concilio de Zaragoza del 593, al que asistieron los obispos de la provincia Tarraconense a la que pertenecía Pamplona en esta época.
Se desconoce cuánto tiempo sobrevivió más allá de esta última fecha; se supone que debió morir antes del 610, pues en el decreto de Gundemaro publicado este año se halló presente el obispo Juan como cabeza de la diócesis.